# Les Nuits difficiles
Les Nuits difficiles (Le Notti difficili) est un recueil de nouvelles de Dino Buzzati dont la version originale en italien est publiée en 1971. Une première partie est traduite en français sous ce titre en 1972 et la suite, en 1973, avec pour titre Le Rêve de l'escalier. Une nouvelle édition française reprenant l'ensemble des nouvelles de l'édition italienne est publiée en 2006.